# ۴۱۲ (پیش از میلاد)
۴۱۲ (پیش از میلاد) ۴۱۲مین سال قبل از تقویم میلادی است.